# Snow drop (L'Arc〜en〜Cielの曲)
「snow drop」（スノウ ドロップ）は、日本のロックバンド、L'Arc〜en〜Cielの13作目のシングル。1998年10月7日発売。発売元はKi/oon Records。

## 概要
「HONEY」「花葬」「浸食 〜lose control〜」のシングル3枚同時発売から約3ヶ月ぶりとなるシングルリリース。また、＜シングル2週連続発売＞の第1弾となる作品であり、本作発売の翌週には「forbidden lover」を表題曲としたシングルがリリースされている。なお、本作のレコーディングは、1998年に開催したライヴツアー「Tour '98 ハートに火をつけろ!」の7月21日の沖縄コンベンションセンター公演の後、同年9月3日の横浜アリーナ公演から始まる同ツアーの第二部までの約1ヶ月ほどで行われている。
本作の表題曲「snow drop」は、「花葬」「浸食 〜lose control〜」から打って変わり、ロートタムを多用したリズムパターンが印象的な、疾走感のあるポップスに仕上げられている。なお、今回yukihiroのドラムセットの一つの特徴とも言えるロートタムが多く使用されたのは、作曲者であるtetsuyaの「タムを使ったフレーズが欲しい」というリクエストがきっかけとなっている。ちなみにtetsuya曰く、この曲の原型はアニメ『フランダースの犬』を観た直後に制作したという。なお、tetsuyaが観たアニメ『フランダースの犬』は1997年に公開されたテレビアニメのリメイク版となる劇場版であった。同アニメを観た経緯について、tetsuyaは「映画『新世紀エヴァンゲリオン劇場版』観に行ったときに予告をやってたんですよ。それがビデオになってたから、買って観た」と本作発売当時のインタビューで語っている。また、この曲は1998年10月13日から放送を開始した、女優のさとう珠緒が主演を務めるフジテレビ系ドラマ『走れ公務員!POLICE WOMAN』の主題歌に使用されている。（詳細は楽曲解説の項目を参照）
また、カップリング曲には、シングル「DIVE TO BLUE」ぶりに過去音源のリミックスでない未発表音源が収録されている。カップリングとして収録された「a swell in the sun」は、yukihiroがDIE IN CRIES解散後のソロ活動期間中に制作していた楽曲で、表題曲と打って変わり、レコード・ノイズやディストーションサウンドなどを採り入れたオカルティックでダークなナンバーに仕上げられている。L'Arc〜en〜Cielが発表した楽曲としては、この曲がyukihiroに作曲クレジットが付いた初の音源となっている。また、この曲は1998年5月より開催したホールツアー「Tour'98 ハートに火をつけろ!」において、オープニングS.E.として流されている。ちなみに、事務所の先輩・後輩としてyukihiroと付き合いのあったtetsuyaは、yukihiroがL'Arc〜en〜Cielに加入する遥か前に、この曲の原型を聴かせてもらったことがあったという。本作発売当時の音楽雑誌のインタビューにおいて、tetsuyaは「遊んでたときに、ほかの何曲かといっしょに聴かせてくれて。で、1曲ずつ解説してくれて。"これがレニクラ風"とか"こっちはレッチリ風"とか」と当時のエピソードを語っている。余談だが、音楽文化ライターの佐伯明は、この曲について「インダストリアルなサンプリング音を含め暗く硬質に仕上がっている。この「snow drop」との落差／好対照な配置が、現在のラルクの強靭さである」と当時評していた。

## リリース

### リリースの経緯
この＜シングル2週連続発売＞は、tetsuyaの発案で決まったものであり、1998年の怒涛のシングルリリースの流れを踏まえ考案された。tetsuyaは1998年のシングルリリースの流れについて「「HONEY」「花葬」「浸食 〜lose control〜」って、結構ハードめの曲だったじゃないですか？それで次に「snow drop」みたいな爽やかな曲がシングルでスパンとくると、聴いた人はいいなと思うでしょ。で、またその1週間後には、今までよりもっとヘヴィーな曲（「forbidden lover」）がきて。"やっぱり、この人たち何考えてるかわかんない"って（思ってもらえる）。両極端なほうがね、いいと思う」と本作発売当時のインタビューで語っている。
tetsuyaの言う"両極端"というイメージは、L'Arc〜en〜Cielというバンドのひとつのコンセプトであり、tetsuyaは2004年に発表したインタビュー本『哲学。』において「ロックをそんなに聴かない層にも受け入れられることをやってきて、セールス的にも数字を伸ばしたから、逆にマニアックなこともどんどんできるようになったというところもありますね。レコード会社の人も文句が言えなくなる。自分たちのやりたいことが自由に出来る環境がどんどん作れちゃうという」と述べている。

### リリースプロモーション
本作のリリースプロモーションとして、本作発売前に「HONEY」「花葬」「浸食 〜lose control〜」のシングル3枚同時発売をプロモートするためのコマーシャルにも起用した、プロレスラーの藤原喜明が登場するテレビCMを放映している。このテレビCMは、事件現場を舞台に、刑事役の藤原が現場を見渡しながら「3枚出たばかりでまたか！」と言った途端、唐突にシングル2週連続発売が告知されるものとなっている。
また、本作発売年の1998年11月21日には、L'Arc〜en〜Cielが「第31回日本有線大賞」の最多リクエスト歌手賞、楽曲「HONEY」がグランプリを受賞したことが発表され、同音楽賞の授与式で「HONEY」と「snow drop」を生披露している。さらに1998年12月3日には、フジテレビ系列で放送された音楽番組『1998 FNS歌謡祭』に初出演し、表題曲を披露している。
2019年12月11日には前記のテレビCMをセルフリメイクしたCMが制作されている。セルフリメイク版では同日にサブスクリプションサービス（定額制音楽配信）にてL'Arc〜en〜Cielの全楽曲を配信する旨を発表している。

### リリース形態
本作は、通常盤（CD）の1形態でリリースされている。ちなみにフィジカルは、当時8cmシングルとして発表されていたが、2006年のシングル14作品再発企画において12cmシングルで再発売されている。

### チャート
発売初週となる1998年10月19日付のオリコン週間シングルチャートでは、「HONEY」以来となる通算4作目となる首位を獲得している。また、本作は、L'Arc〜en〜Cielのシングル作品では「HONEY」「花葬」に続き通算3作目のミリオンセラー（累計売上約114.6万枚）を達成しており、L'Arc〜en〜Cielのフィジカルシングルの中では「HONEY」に次ぐ2番目のセールスを記録している。ちなみに本作は、オリコン週間シングルチャートにおける通算666作目の首位作品となっている。
余談だが、音楽ユニットのglobeが1998年9月2日から4週連続シングルリリースを実施しており、連続発売の最後となる4作目「Perfume of love」が同日に発売されていたが、本作でglobeの4作連続首位獲得を阻止している。なお、このglobeによる4週連続シングルリリースは、1998年7月にL'Arc〜en〜Cielが行ったシングル3枚同時発売に感化されたものであったという。そしてglobeのキーボーディストである小室哲哉自身が、フジテレビ系番組『めざましテレビ』から受けた取材でその旨のコメントを残している。

## ミュージックビデオ
表題曲「snow drop」のミュージック・ビデオは、竹石渉がディレクターを務めた作品となっている。映像は、死の灰が降り注ぐ、核戦争後の世界が舞台となっている。映像のコンセプトは、冷凍保存されたメンバーが荒廃した世界の中で目覚め、彼らの演奏によって世界を呼び覚ますというものになっている。
tetsuyaはこの映像の印象について「ノアの箱船、かな」と述べている。なお、映画評論家のくれい響は、このミュージック・ビデオの舞台設定について「ロバート・A・ハインラインのSF小説のよう」と表現している。
このミュージック・ビデオは、1999年8月11日に発表したクリップ集『CHRONICLE』に初収録されている。また、2019年12月11日には公式YouTubeアーティストチャンネルにおいて、YouTube Music Premium限定で映像の有料公開が開始されている。前述のYouTubeチャンネルでの有料公開開始から約2年4ヶ月後となる2022年4月15日からは、映像の無料公開が開始されている。

## 収録曲
| #         | タイトル                         | 作詞      | 作曲      | 編曲                          | 時間  |
| --------- | -------------------------------- | --------- | --------- | ----------------------------- | ----- |
| 1.        | 「snow drop」                    | hyde      | tetsu     | L'Arc〜en〜Ciel, Hajime Okano | 4:35  |
| 2.        | 「a swell in the sun」           | hyde      | yukihiro  | yukihiro                      | 4:45  |
| 3.        | 「snow drop (hydeless version)」 |           | tetsu     | L'Arc〜en〜Ciel, Hajime Okano | 4:32  |
| 合計時間: | 合計時間:                        | 合計時間: | 合計時間: | 合計時間:                     | 13:52 |

## 楽曲解説
1. snow drop
  - 作詞: hyde / 作曲: tetsu / 編曲: L'Arc〜en〜Ciel & Hajime Okano

ロートタムを多用したリズムパターンが印象的な、疾走感のあるポップス。作曲を担当したtetsuyaが、1997年公開の劇場版アニメ『フランダースの犬』のビデオを観た直後にこの曲の原型を制作したこともあり[6]、この曲のイメージについて「（『フランダースの犬』に登場する）パトラッシュが草原を駆け抜ける感じ[14]」と本作発売当時のインタビューで語っている。また、tetsuyaはこの曲を制作していたときの心境について「ちょっとクリスマスを意識して作ったんですよ。モロじゃないんですけど、クリスマスの時期にふと聴きたくなるような曲がシングルとして欲しいなぁと思って[14]」と語っている。
この曲には多彩なギターの音色が採り入れられているが、kenは「（多彩に）そう聞こえるけどそんなに入れてないんですよ。ドラムと一緒に録ったギターからリアンプして、2〜3種類の音に変えて。クリーン・トーンなんて弾いてやしないのにクリーン・トーン出てる[15]」と述べている。また、この曲のギターサウンドには、エレクトロ・ハーモニックス社のアナログディレイ、「Memory Man」による揺れたディレイも入っている[15]。ちなみにtetsuyaは、この曲のサウンドの印象について「ギターはハワイアン[4]」と語っている。さらにkenはギターソロパートで、サウンドの印象に変化をつけるように、トーキング・モジュレーターを使用している[15]。
さらに、作曲者であるtetsuyaの「タムを使ったフレーズが欲しい」というリクエストもあり[4][5]、この曲のリズムパターンではyukihiroのドラムセットの一つの特徴とも言えるロートタムが非常に多く使用されている。yukihiro曰く、この曲のドラム録りにはかなり苦労したという[14]。この曲のドラムプレイについて、yukihiroは「"タムを使って何かやって"ってリクエストがあって、それを形にしたんだけど、音色決めるのもテイク録るのも時間かかった[14]」「タムを使ったフレーズっていうのは音符も細かいし、ちゃんとした位置にいないとバタバタ聞こえて疾走感も出ないんですよ[5]」「あまりドラム・キット感のない、タムだけ別の人が叩いている雰囲気の音作りをしてて、キット感がないとバタバタ聞こえるんです。だからテイクを録るのも時間かかった[5]」と述懐している。
歌詞を手掛けたhydeは、tetsuyaが前述のアニメを観てから作曲作業を行ったことを踏まえ、同じ様にアニメを観たうえで作詞作業を行っている[7]。hydeは作詞作業について「（『フランダースの犬』の）ビデオ観てね、なんかやさしい気持ちで歌詞を書きました[7]」「（『フランダースの犬』を）見て、それがどうのって訳じゃないけど。見て、それから自分なりに別の世界を作り出した感じ[16]」「あんま、引っかけとかを作らずに書いたのは、久しぶりかも[7]」と述べている。また、これまでにhydeが手掛けたリリックと比較し、この曲には純真な気持ちがリリックがのせられている。本作発売当時のインタビューにおいて、hydeはこの曲の制作を振り返り「（やさしい感情を言葉にすることが苦手な人間であることを）前々から薄々は感じてて、今回で確信した。だから、今回の詩、一番割り切ってやったよ。これまではサイド・ストーリー、ダブル・ミーニングにして自分の中では構築してたから。そういう部分での開き直りはあったけど、今回はそれも無しやから。本当に純粋な気持ちを恥ずかしがらずにがんばって書いた[16]」と語っている。
ちなみにこの曲のタイトルは、冬に雪のなかに咲く乳白色の花で、"春の訪れを告げる花"といわれるヒガンバナ科のマツユキソウの英語名"snowdrop"から取られている。なお、歌詞に登場する＜ユキノハナ＞は、この花を指している。タイトルを決めた経緯について、hydeは「曲を聴いた時に漠然と"雪のなかに咲く花"ってイメージがあったんですよ[14]」「雪のなかに咲く花の名前がタイトルになればいいなあと思って、いろいろ本屋さんに行って調べたりしたら、そういう花があったんで[7]」と述べている。
7thアルバム『ray』にはアルバムバージョンとなる「ray mix」としてこの曲を収録している。アルバムに収録されたバージョンでは、tetsuyaの意向により、本作収録版と比べベース音を絞っている[17]。ちなみに、本作に収録されたシングルバージョンは、2003年発売のベストアルバム『The Best of L'Arc〜en〜Ciel 1998-2000』でアルバム初収録となった（海外盤を含めると、2001年発売の『Clicked Singles Best 13』の台湾盤に既に収録されている）。
余談だが、ドラマ『走れ公務員!POLICE WOMAN』のサウンドトラックには、この曲のアレンジバージョンとなる「snow drop (サンセット・ドライヴ・ヴァージョン)」が収められている。なお、L'Arc〜en〜Cielのメンバーはこのドラマバージョンの制作に関与していない。
2. a swell in the sun
  - 作詞: hyde / 作曲・編曲: yukihiro

レコード・ノイズやディストーションサウンド、様々なサンプリング音を採り入れたオカルティックでダークなナンバー。この曲の原型は、作曲者のyukihiro曰く「（本作発売前から）3年前ぐらいに、自分用に作った曲[7]」で、L'Arc〜en〜Cielに加入する前のソロ活動期間中に制作していたという。この曲の原型をL'Arc〜en〜Cielの曲出し会に提出した経緯について、yukihiroは「"みんなが何かやってくれたらカッコよくなるかなあ"と思って持っていきました[5]」と述懐している。ちなみにL'Arc〜en〜Ciel名義の楽曲としてはこの曲で初めてyukihiroに作曲クレジットが付いている。
この曲の原型を手掛けた3年前頃の制作イメージは、yukihiro曰く、レニー・クラヴィッツだったという[18]。ただ、L'Arc〜en〜Cielでのレコーディングを振り返り、yukihiroは「この曲はギターのリフから作った曲で、最初はレニー・クラビッツみたいな曲を作ろうと思ってたんだけど、全然違うのになった（笑）[5]」と述懐している。
また、L'Arc〜en〜Cielでレコーディングするにあたり、yukihiroが曲の原型に付けていた歌詞とメロディを白紙化し、それぞれhydeが作り直している[5]。hydeが手掛けた新たなメロディで歌録りをしたうえで、yukihiroが音を編集し[5]、ベースとギターを追加録音し再度編集するといった流れで制作されている[5]。ちなみにyukihiro曰く、この曲のボーカルは5本ほど重ねているという[19]。歌録りを振り返り、yukihiroは「プロデューサーの岡野さんもスタジオに来てくれなかったから俺がやったの。"ちょっと囁く感じでやってみて"とか、同じ歌詞を何回もいろんな感じで歌ってもらって。それを編集してああいう形にしたから。多分、最後までhydeもどうなるか見えてなかったと思うよ[19]」と語っている。また、hydeは「素材として歌をレコーディングしたんだけど、ああいう作り方は自分の中ですごい新鮮だった。ボーカルは、アニー・レノックス（ユーリズミックス）をイメージして歌いましたね[20]」と述懐している。また、ベース録りに関し、tetsuyaは「AメロとかBメロとかないから、どこで弾いていいかわかんないし、終わりもわかんない（笑）。弾きながら、一生懸命数えてました[8]」と述懐している。
ちなみに、曲中で延々ループする印象的なギターフレーズは、yukihiroが3年前に制作した曲の原型に入れたテイクをそのまま使っている[8]。そのため、kenがギターを弾いている部分は最後の16小節ぐらいだという[8]。このループのギターは、「TECH21 SANSANP」を挟み、サンプラーに直接繋いだ状態で録音している[21]。また、yukihiro曰く、自身が弾いたギターの音は「TECH21 SANSANP」のツマミを全てフルにしたうえで録っているという[21]。なお、この曲の編曲作業はバンド単位ではなく、yukihiroが単独で行っている。
歌詞は、作曲者であるyukihiroの「精神的に怖い感じにして[8]」というリクエストを受け、hydeが全英語詞で手掛けている。yukihiroのイメージを聞いたhydeは「俺は子守歌みたいなもんかなあと思ってね。なんか子守歌って怖くない？ホラー映画とかでもさあ、妙に子どもの歌声とかの音楽って怖かったりするじゃん。あれを思った[8]」と語っており、『ノストラダムスの大予言』の予言者になったつもりで歌詞を書いたという[8]。また、歌詞のイメージについて、hydeは「"膨張する太陽の中を何かをひきずりながら迷路を歩いてる"って感じ[20]」と述べている。
余談だが、yukihiroは、自身が3年ほど前に手掛けたこの曲の原型に「assimilate」というタイトルを付けていたという[22]。「assimilate」は「同化する」を意味したワードだが、当初書いていた歌詞の内容に関し、yukihiroは「詞の内容は、暗闇と静寂が一緒のものになっていって、すべてが等しくなってしまうという内容だった[22][19]」「真っ暗で静かなところではすべてのものは均一化していって。そういう中で、形は無意味だという詞だった[19]」と語っている。ちなみに、hydeが新たに手掛けた「a swell in the sun」の歌詞について、yukihiroは自身が原型につけた歌詞と比較し、「（「assimilate」は）何も起こらないぞ的な詞だったけど。イメージはそのまま残ってますね[22]」と語っている。
2000年6月に発表したリミックスアルバム『ectomorphed works』には、この曲のリミックス音源「a swell in the sun [system in chaos]」が収録されている。なお、このリミックス音源の作成はyukihiroが手掛けている。ちなみにyukihiro曰く、リミックスをするにあたり原曲から音を足す作業をあえて行っていないという[23]。

## タイアップ
snow drop
- フジテレビ系ドラマ『走れ公務員!POLICE WOMAN』主題歌

## 参加ミュージシャン
- hyde：Vocal
- ken：Guitar
- tetsu：Bass
- yukihiro：Drum
- snow drop
  - 岡野ハジメ：Keyboard & Programming
  - 斎藤仁：Keyboard & Programming
  - tetsu：Backing Vocal
  - ken：Tambourine

## カバー
（※）音源がフィジカルに収録されているものに限り記載する。
- Boyz II Men （2012年、トリビュートアルバム『L'Arc〜en〜Ciel Tribute』に収録）

## 収録アルバム
オリジナルアルバム
- 『ray』 (#1,アルバムバージョン)

ベストアルバム
- 『The Best of L'Arc〜en〜Ciel 1998-2000』 (#1,シングルバージョン)
- 『The Best of L'Arc〜en〜Ciel c/w』 (#2,シングルバージョン)
- 『QUADRINITY 〜MEMBER'S BEST SELECTIONS〜』 (#2,シングルバージョン)
- 『TWENITY 1997-1999』 (#1,アルバムバージョン)

リミックスアルバム
- 『ectomorphed works』 (#2,リミックスバージョン)

サウンドトラック
- 『走れ公務員! Original Soundtracks』 (#1,サンセット・ドライヴ・ヴァージョン)
- 『Winter Magic ～あの冬をドラマに変えた歌たち～mixed by DJ和』 (#1,アルバムバージョン)

## 受賞
- 『第13回日本ゴールドディスク大賞 “SONG OF THE YEAR”』